# Hysteropterum schaefferi
Hysteropterum schaefferi är en insektsart som beskrevs av Metcalf 1958. Hysteropterum schaefferi ingår i släktet Hysteropterum och familjen sköldstritar. Inga underarter finns listade i Catalogue of Life.